# Saison 2024-2025 du Real Madrid
 (janvier 2025).
Si vous disposez d'ouvrages ou d'articles de référence ou si vous connaissez des sites web de qualité traitant du thème abordé ici, merci de compléter l'article en donnant les références utiles à sa vérifiabilité et en les liant à la section « Notes et références ».
 (avril 2025).
Maillots
Dernière mise à jour : 26 janvier 2024.
Chronologie
Saison précédente Saison suivante
La saison 2024-2025 du Real Madrid est la 121e saison de son histoire et la 94e saison d'affilée en première division.

## Préparation d'avant-saison
Il y a trois rencontres amicales prévues pour la présaison : contre l'AC Milan, le 1er août à Chicago, contre le FC Barcelone, le 4 août 2024 à East Rutherford et contre le Chelsea FC, le 7 août 2024 à Charlotte,.

## Transferts

### Transferts estivaux
| Nom                | Poste           | Transfert      | Montant              | Provenance/Destination | Division       |
| ------------------ | --------------- | -------------- | -------------------- | ---------------------- | -------------- |
| Arrivées (35 M€)   |                 |                |                      |                        |                |
| Endrick            | Attaquant       | Transfert      | 35 M€                | SE Palmeiras           | Série A        |
| Jesús Vallejo      | Défenseur       | Retour de prêt |                      | Grenade CF             | LaLiga 2       |
| Pablo Ramón (en)   |                 |                |                      | CD Mirandés            |                |
| Kylian Mbappé      | Attaquant       | Transfert      |                      | Paris Saint-Germain    | Ligue 1        |
| Départs (21,50 M€) |                 |                |                      |                        |                |
| Reinier            | Milieu offensif | Prêt           |                      | Grenade CF             | LaLiga 2       |
| Álvaro Rodríguez   | Attaquant       | Prêt           | Getafe CF            | LaLiga                 |                |
| Marvel (en)        | Défenseur       | Prêt           | Córdoba CF           | LaLiga 2               |                |
| Mario Martín       | Milieu défensif | Prêt           | Real Valladolid      | LaLiga                 |                |
| Rafael Obrador     | Défenseur       | Prêt           | Deportivo La Corogne | LaLiga 2               |                |
| Juanmi Latasa      | Avant-centre    | Transfert      | 2,50 M€              | Real Valladolid        | LaLiga         |
| Nacho              | Défenseur       | Transfert      | Gratuit              | Al-Qadisiyah FC        | SPL            |
| Rafa Marín         | Défenseur       | Transfert      | 12 M€                | SSC Napoli             | Serie A        |
| Joselu             | Avant-centre    | Transfert      | 5 M€                 | Al-Gharafa SC          | QSL            |
| Marvin Park (en)   | Défenseur       | Transfert      | 2 M€                 | UD Las Palmas          | LaLiga         |
| Kepa Arrizabalaga  | Gardien         | Retour de prêt |                      | Chelsea FC             | Premier League |
| Vinicius Tobias    | Défenseur       | Retour de prêt | Chakhtar Donetsk     | Premier-Liha           |                |

### Transferts hivernaux
| Nom      | Poste | Transfert | Provenance/Destination | Division |
| -------- | ----- | --------- | ---------------------- | -------- |
| Arrivées |       |           |                        |          |
| Départs  |       |           |                        |          |

## Compétitions
| Championnat d'Espagne                    | Ligue des champions | Coupe d'Espagne | Supercoupe de l'UEFA | Coupe du monde des clubs | Supercoupe d'Espagne | Coupe intercontinentale de la FIFA |
| ---------------------------------------- | ------------------- | --------------- | -------------------- | ------------------------ | -------------------- | ---------------------------------- |
| 2e                                       | Quart de finale     | Finaliste       | Vainqueur            | Demi-finale              | Finaliste            | Vainqueur                          |
| 2e (26V 6N 6D)                           | 20e (3V 0N 3D)      | 4V 0N 1D        | 1V 0N 0D             | 4V 1N 1D                 | 1V 0N 1D             | 1V 0N 0D                           |
| Total : 40 victoires, 5 nuls, 8 défaites |                     |                 |                      |                          |                      |                                    |

### Supercoupe de l'UEFA
| Supercoupe de l'UEFA 2024               | Real Madrid                       | 2 - 0   | Atalanta Bergame          | Stade national de Varsovie, Varsovie                                      |                                                                           |
| Mercredi 14 août 2024 21 h heure locale | Valverde 59e · Mbappé 68e         | (0 - 0) |                           | Spectateurs : 56 402 Diffuseur : Canal+ Live 3 Arbitrage : Sandro Schärer | Spectateurs : 56 402 Diffuseur : Canal+ Live 3 Arbitrage : Sandro Schärer |
| Mercredi 14 août 2024 21 h heure locale | Bellingham 35e · Vinícius Jr. 42e | Rapport | 9e Éderson · 64e Djimsiti | Spectateurs : 56 402 Diffuseur : Canal+ Live 3 Arbitrage : Sandro Schärer | Spectateurs : 56 402 Diffuseur : Canal+ Live 3 Arbitrage : Sandro Schärer |

### Championnat

#### Classement
| Rang | Équipe              | Pts | J  | G  | N | P | Bp | Bc | Diff |
| ---- | ------------------- | --- | -- | -- | - | - | -- | -- | ---- |
| 1    | Real Madrid T SU CI | 46  | 20 | 14 | 4 | 2 | 47 | 19 | +28  |
| 2    | Atlético de Madrid  | 44  | 20 | 13 | 5 | 2 | 34 | 13 | +21  |
| 3    | FC Barcelone S      | 39  | 20 | 12 | 3 | 5 | 52 | 23 | +29  |
| 4    | Athletic Club       | 39  | 20 | 11 | 6 | 3 | 31 | 18 | +13  |
| 5    | Villarreal CF       | 30  | 19 | 8  | 6 | 5 | 34 | 32 | +2   |

Qualifications européennes
Ligue des champions 2025-2026
- Phase de ligue

Ligue Europa 2025-2026
- Phase de ligue

## Statistiques

### Bilan collectif
| Compétition              | Débute au tour   | Termine         | Matches joués | Gagnés | Nuls | Perdus | Buts pour | Buts contre | Différence |
| ------------------------ | ---------------- | --------------- | ------------- | ------ | ---- | ------ | --------- | ----------- | ---------- |
|                          |                  |                 |               |        |      | 2      | 0         | +2          |            |
|                          |                  |                 |               |        |      |        |           |             |            |
| Liga                     | 1re journée      | Deuxième        | 38            | 26     | 6    | 6      | 78        | 38          | +40        |
| Ligue des champions      | Phase de ligue   | Quart de finale | 6             | 3      | 0    | 3      | 12        | 11          | +1         |
| Coupe d'Espagne          | 16es de finale   | Finale          | 2             | 2      | 0    | 0      | 10        | 2           | +8         |
| Coupe du monde des clubs | Phase de groupes | Demi-finale     | 0             | 0      | 0    | 0      | 0         | 0           | 0          |
| Total                    | —                | —               | 29            | 20     | 4    | 5      | 71        | 33          | +38        |